# Opération Ostfront
Opérations navales dans l'Arctique durant la Seconde Guerre mondiale
Batailles
Bataille de l'Atlantique (1939-1945) : Convois de l'Arctique (Bataille du cap Nord)
L'opération Ostfront (opération « Front de l'Est ») était la sortie dans l'océan Arctique du cuirassé allemand Scharnhorst, accompagné de destroyers, pendant la Seconde Guerre mondiale, contre les convois alliés JW 55B et RA 55A. Cette opération a abouti au naufrage de Scharnhorst, aux environs du cap Nord, le 26 décembre 1943, lors de la bataille du cap Nord.

## Contexte
Peu de temps après l'invasion allemande de l'Union soviétique, des convois arctiques ont été envoyés par les Alliés occidentaux en Union soviétique, fournissant des fournitures vitales.
En mai 1941, après le sabordage du cuirassé allemand  Bismarck le 27 mai 1941, Adolf Hitler avait interdit à tout navire capital de la Kriegsmarine de s'aventurer dans des mers contestées. En décembre 1943, l'Allemagne n'était plus triomphante. La bataille de l'Atlantique semblait perdue pour elle et des fournitures affluaient au Royaume-Uni et en Union soviétique. En septembre 1943, le cuirassé allemand  Tirpitz a été désactivé pendant l'opération Source, laissant Scharnhorst et Prinz Eugen comme les seuls navires lourds opérationnels de la Kriegsmarine.

## L'opération
En novembre 1943, les convois arctiques ont redémarré. Le 19 décembre 1943, le Grand-amiral Karl Dönitz soumit une demande à Hitler pour permettre à Scharnhorst d'attaquer le prochain convoi naviguant à travers la mer de Barents. Le 25 décembre 1943, Dönitz déclencha l'Opération Ostfront qui quitta sa base d'Altafjord.

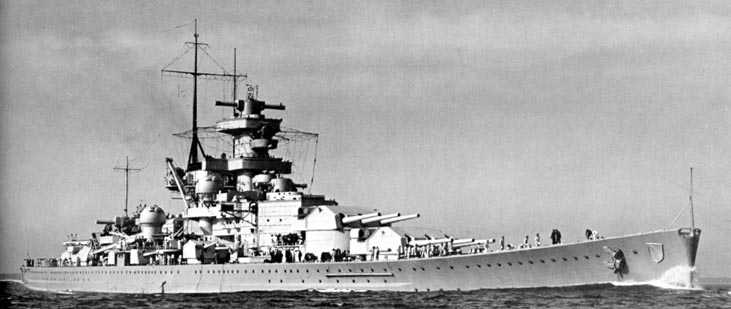
Scharnhorst

L'amiral Bruce Fraser (Commandant-en-chef de la Home Fleet), alerté par les informations de la résistance norvégienne sur la possibilité d'une interception par le Scharnhorst, a préparé un piège pour le navire de guerre allemand. Le 25 décembre, Scharnhorst a navigué pour intercepter le convoi britannique JW 55B, estimant qu'il était peu protégé. Dans la bataille qui a suivi au cap Nord Scharnhorst a été séparé de ses destroyers d'escorte (Z 29, Z 30, Z 33, Z 34 et Z 38 de la 4e Zerstörer-Flottille) qui avaient du mal à le suivre dans les conditions de mer et météorologiques qui se détérioraient gravement.
Sans escorte le Scharnhorst essuya le feu des croiseurs britanniques, qui détruisirent sa tour-radar, et tenta de s'enfuir vers sa base. À 16h48 le Belfast a ouvert le feu, touchant les tourelles avant du Scharnhorst. À 18h20 le HMS Duke of York fit feu et perça le blindage au niveau de la chaufferie. Le cuirassé perdit de la vitesse et fut torpillé, puis reçut un déluge de feu des navires britanniques. Incapable de s'échapper, Scharnhorst a chaviré et a coulé à 19h45 le 26 décembre, ses hélices tournant toujours. De son effectif total de 1.968 hommes, seulement 66 ont été tirés des eaux glacées.